# Basile Boli
Basile Boli (* 2. leden 1967) je bývalý francouzský fotbalista a reprezentant.

## Reprezentace
Basile Boli odehrál 45 reprezentačních utkání. S francouzskou reprezentací se zúčastnil Mistrovství Evropy 1992.

## Statistiky
| Francie | Francie | Francie |
| Roky    | Záp.    | Góly    |
| ------- | ------- | ------- |
| 1986    | 4       | 0       |
| 1987    | 5       | 0       |
| 1988    | 7       | 0       |
| 1989    | 1       | 0       |
| 1990    | 8       | 1       |
| 1991    | 6       | 0       |
| 1992    | 11      | 0       |
| 1993    | 3       | 0       |
| Celkem  | 45      | 1       |